# Ad perpetuum
Ad perpetuum är ett latinskt uttryck. Ursprungligen ad perpetuam rei memoriam som placerades i slutet av hälsningen på romerska dokument för att förmedla att dokumentet var pålitligt och permanent.